# وادي الذئاب (مسلسل)
{{معلومات تلفاز
| اسم البرنامج = وادي الذئاب
| التأليف الموسيقي = غوكهان كيردار
| الصورة = وادي الذئاب (مسلسل).jpg
| النوع = سياسة، آكشن، إثارة، بوليسي ومافيا
| إخراج = عثمان سيناف 
 مصطفى سيفكي دوجان 
 سردار أكار
| بطولة = محمد نجاتي شاشماز
أوزغو نامال
أوكتاي كاينارجا
سلجوق يونتام
غوركان أويغون
ظافر أرجين
| تأليف = 
| بلد الأصل =  تركيا
| اللغة = اللغة التركية
| عدد المواسم = 10 أجزاء ينقسم إلى جزيئن وادى الذئاب/وادى الذئاب الكمين
| عدد الحلقات = بالتقطيع التركي و العربي: 97 حلقة  (قناة يوتيوب رسمية)
| قائمة الحلقات = 
| المنتج المنفذ = راجي شاشماز
| منتج = 
| مدة العرض = * 47–125 دقيقة (بالتقطيع التركي والعربي)
| القناة = 
| عرض لأول مرة في = 2003
| عنوان الصورة = ملصق المسلسل
| بث لأول مرة في = في  تركيا: 15 يناير 2003 
 في  الوطن العربي: 27 ديسمبر 2008
| بث لآخر مرة في = في  تركيا: 29 ديسمبر [[2017]
في  الوطن العربي: 21 أغسطس 2009
| سبقه = 
| شركة الإنتاج = بانا فيلم
| تبعه = 
| الموقع الرسمي = http://www.kurtlarvadisi.com
| الموقع الرسمي للإنتاج = http://www.panafilm.com
| سيناريو = أحمد يورداكول
راجي شاشماز
بهادير أوزدينير
 محمد تورغوت
}}
مسلسل وادى الذئاب هو من أقوى و أشهر المسلسلات التركية على الإطلاق و قد أصبح ضاهرة ثقافية في تركيا و العالم العربى و آمريكا الاتينية و القوقاز يتألف من عشرة أجزاء وادى الذئاب/وادى الذئاب الكمين وبالإضافة إلى أفلام 
يروى المسلسل قصة مراد علمدار التى يتم إستدعاؤه من قبل رئيسه أصلان أقبى لقيام بعملية جديدة و هي عملية تغيير وجهه و هويته ليصبح مراد علمدار من أجل القضاء على مجلس البارون مع تقدم الأحداث يكتشف مراد علمدار أن من هناك يدير كل شئ من وراء الستار و هما الماسونية و تتقدم الأحداث و تتوسع أكثر و تشمل صراعات قوية بين الدول و المخابرات و الدولة العميقة و يطرح المسلسل قضايا مثل القضية الفلسطينة و العراقية 
يصنف العمل ضمن نوع دراما البوليسية السياسية و أكشن

## المواسم

### فيتركيا
تتكون سلسلة وادي الذئاب من 97 حلقة موزعة على أربعة مواسم، وهي كالتالي:
| الموسم   | بداية الموسم   | نهاية الموسم   | عدد الحلقات | القناة   |
| -------- | -------------- | -------------- | ----------- | -------- |
| الموسم 1 | 15 يناير 2003  | 18 يونيو 2003  | 20          | شو تي في |
| الموسم 2 | 2 أكتوبر 2003  | 24 يونيو 2004  | 35          | شو تي في |
| الموسم 3 | 23 سبتمبر 2004 | 9 يونيو 2005   | 31          | شو تي في |
| الموسم 4 | 6 أكتوبر 2005  | 29 ديسمبر 2005 | 11          | كانال دي |

### نسخة مدبلجة
تمت دبلجة المسلسل إلى اللهجة السورية، حيث تشمل النسخة المدبلجة 97 حلقة، وهي مطابقة للنسخة التركية الأصلية. يمكن متابعة الحلقات المتوفرة على القناة الرسمية للمسلسل على موقع يوتيوب (رابط الحلقات).
تغيير أسماء الشخصيات
تم تغيير بعض أسماء الشخصيات باللغة التركية إلى أسماء باللغة العربية والجدول التالي يوضح بعض الأسماء المستبدلة في كلا النسختين:
| اسم الشخصية بالعربية | اسم الشخصية بالتركية | اللفظ بالعربية          | معنى الاسم                                                               |
| -------------------- | -------------------- | ----------------------- | ------------------------------------------------------------------------ |
| مراد علمدار          | polat alemdar        | بولات المدار بكسر اللام | فولاذ، علمدار: حامل اللواء والمسؤول عنه أي حامل الراية                   |
| رهف أيلول            | Elif Eylül           | إيليف ايلول             | ألف؛ حرف الهجاء الأول، يعني السبق والتفوق، أيلول شهر معروف من شهور السنة |
| عمران                | GÜLLÜ ERHAN          | غولو ايرهان             | غولو بالتركية تعني صاحب الوردة                                           |

## أبطال المسلسل
| نجاتي شاشماز           | Necati Şaşmaz         | مراد علمدار        | مراد علمدار هو بطل المسلسل وهو الشخصية الرئيسية فيه. ولد باسم أيمن قرخانلي وكان أبوه هو رجل مافيا وسياسة، تم خطفه من قبل اصلان اقبي في صغرة بعدها تم توظيفه في الدوله. تدعمه الدولة التركية للقضاء على أعداء الدولة والمافيا، وكذلك القضاء على كل من يريد إنهاء أو التقليل من هيبة البلاد. |
| كنان جوبان             | Kenan Çoban           | عبدالحي جوبان      | عبد الحي جوبان هو من أقرب المقربين لمراد علمدار ويعتبر يده اليسرى وهو البطل الثالث للمسلسل بعد ميماتي، يواجه في المسلسل عدة مشاكل. يتسم عبد الحي بشخصية هادئة ولكنها قوية. |
| غوركان أويغون          | Gürkan Uygun          | ميماتي باش         | ميماتي باش هو اليد اليمنى لمراد، وهو البطل الثاني للمسلسل بعد مراد يعرف بعصبيته الشديدة والعنيفة وتهوره في بعض الأحيان، تعتبر شخصيته قوية، وهو دائما ما يساعد مراد في أعماله. . |
| أوكتاي كينارجا         | Oktay Kaynarc         | سليمان شاكر        | سليمان شاكر عراب مافيا، التقى بمراد علمدار عند العم مروان، حيث انقذ مراد حياتهما و اصبح هو و شاكر صديقين مقربين، قتل شاكر على يد خالد جراح باشا بأوامر من نجمي المنشار |
| إرهان أفق              | Erhan Ufak            | عمران افق          | ابن اخت الخال سيفوأحد أعضاء فريق مراد علمدار، وصديقه قطعت يده بسبب اسكندر الكبير خلال الجزء الثالث |
| بيجوم كوتوك            | Begüm Kütük           | صفية قرخانلي       | صفية قرخانلي هي ابنة نرجس قرخانلي والبارون محمد قرخانلي، وأخت مراد علمدار. |
| أردام أورغوناي         | Erdem Ergüney         | حكمت المجنون       | هو صديق لمراد علمدار في الصغر. يعمل كمصلح للأجهزة. يعتبر شبه مختل عقليا. رباه عمر جندان ونازك جندان لذلك يعتبر كإبنهما. |
| عثمان ووبر             | Osman Wöber           | تركي قنطرجي        | كان يعمل بالجمارك بعدها اصبح المسؤول عن ادخال بضائع المجلس إلى تركيا، لكن بعد أن دمر مراد علمدار المجلس أصبح تركي قنطرجي مدير مستشفى مراد |
| سونمز أوتاسوي          | Sönmez Atasoy         | خليل إبراهيم كابار | كان أمبراطور في تجارةالمخدرات ودخل السجن بعد أن وشى به أخيه، ساعده مراد علم دار من السجن بأمر من البارون أصبح بعد ذلك صديق مراد ويعمل تحت أمره |
| أوزغو نامال            | Özgü Namal            | رهف أيلول          | كانت حبيبة وزوجت مراد علمدار الأولى. بالإضافة إلى كونها محامية، كما لقبت بمحامية المافيا، تعرضت لحادث سير أنقذها منه ميماتي باش لكن أصيبت بالشلل و بعد العملية الطبية توفيت. |
| سلجوق يونتام           | Selçuk Yöntem         | أصلان اقبي         | رجل استخبارات هو المسؤول عن عملية وادي الذئاب، تمت تصفيته من طرف خونة الدولة عن طريق عصابة السكين |
| كورتيلوز ساكيراك اوغلو | kurtuluş şakirağaoğlu | العم مروان         | رجل مافيا متقاعد، له مكانة كبيرة في عالم المافيا، كما له علاقة بأصلان اقبي، مشارك في عملية وادي الذئاب بمنحه القرابة لمراد علمدار حيث قدمه للجميع على انه ابن اخته، قتل من طرف أصلان اقبي كتضحية منه للوطن من اجل ان تبقى عملية وادي الذئاب سرية                                           |
| نيهات نيكيرال          | Nihat Nikerel         | الخال سيفو         | خال عمران افق وصديق مراد علمدار و اليد اليمنى للعم مروان، كان يتشارك معهم في المهمات بعد ذلك قتله السكين عندما كان يحاول انقاذ ابن اخته عمران |
| إسماعيل إنجيكارا       | İsmail İncekara       | نديم أبو الخيطان   | من الشخصيات القديمة في وادي الذئاب. كان يحب الأموال كثيراً، و يعتبر خزينة المجلس. اغتيل على يد مسلحون مجهولون واتهموا مراد بقتله. |
| ظافر أرجين             | Zafer Ergin           | محمد قرخانلي       | بارون تركيا و رجل المافيا الأول و رئيس مجلس وادي الذئاب و أحد أعضاء مجلس الماسونية، و هو الأب الحقيقي لمراد علمدار، تمت تصفيته من طرف الماسونية |
| أتيلا أولغاج           | Atila                 | السيف              | اليد اليمنى لمحمد قرخانلي و هو من أعضاء المجلس، قتل من طرف نظام الدين غوفنش |
| طارق أونلو أوغلو       | Tarık Ünlüoğlu        | نجمي المنشار       | اليد اليسرى لمحمد قرخانلي و المكلف بعمليات القتل بالمجلس، قتل في تفجير عندما كان محبوس بأحد أماكن أصلان اقبي بعد موت هذا الأخير |
| بايكال ساران           | Baykal Saran          | خسرف أغا           | أحد اعضاء المجلس و المكلف بتجارة المخدرات، قتل من طرف السيف بعد خلاف مع البارون |
| إستامي بتيل            | İstemi Betil          | ضياء اللازي        | أحد اعضاء المجلس و المكلف بتجارة الأسلحة، و هو صهر سليمان شاكر، قتل في السجن بأوامر من نظام الدين غوفنش |
| عدنان بيريجيك          | Nizamettin Güvenç     | نظام الدين غوفنش   | أحد اعضاء المجلس و محامي كل الأعضاء، له مكانة في الدولة نظرا لمنصبه، كما أنه أحد أعضاء مجلس الماسونية و صوت لموت محمد قرخانلي طمعا في اخذ مكانه، قتل من طرف مراد علمدار |
| نيشان سيرينيان         | Nişan Şirinyan        | إسماعيل فونونو     | أحد اعضاء المجلس و المكلف بالعلاقات الخارجية، كما أنه أحد أعضاء مجلس الماسونية، قتل من طرف الماسونية بعد تفجير سيارته |

## التسمية
تظهر تسمية المسلسل خلال عدة أجزاء وحلقات وهي تشير إلى عملية وادي الذئاب التي خطط لها أصلان أقبي بيك والتي تبدأ بتجنيد الطفل مراد علمدار (ابن محمد الكراخانلي المعروف أيضًا باسم الي أو أيمن بالعربية ثم علي جاندان). أما اختيار اسم 'الذئب' والذئاب فهو رمزية تعكس مكانة الذئب في الثقافة التركية والتاريخ التركي بالإضافة إلى ارتباطه بمنطقة آسيا الوسطى والقوقاز التي كانت في الماضي ضمن الحدود الدولية الكبرى للدولة التركية.

## أحداث السلسة

### الجزء الأول

#### الجزء الثاني
يبدأ هذا الجزء باكتشاف مراد لوالديه الحقيقيين من خلال كتاب وجده في منزل رئيسه أصلان أقبي. يتعرف على أن وضعه في عملية وادي الذئاب كان مدبرًا حين اختطف عندما كان طفلًا صغيرًا من منزل أبيه الحقيقي الكرخنلي وتم وضعه في ملجأ وتغيير اسمه قبل أن يتم تبنيه. يقرر مراد الاستمرار في هذه العملية لكنه يفقد بعض الأصدقاء نتيجة هجوم بسكين. ومع ذلك يتمكن مراد من العثور على الجاني وينتقم لرئيسه أصلان وأصدقائه.
يقوم مجلس الذئاب باستغلال مراد في عمليات متعددة ويصبح أقرب إلى المجلس بعد أن أنقذه خليل إبراهيم من السجن وانضمام تركي قنطرجي ونديم أبو الخيطان إليه. بعد تعرضه لتهديدات من البارون القرخانلي يطلب الأخير مساعدة مراد الذي يطالبه بإلغاء جميع أعماله لحمايته. ومع ذلك، يتوجه البارون إلى اجتماع الماسونين الذين يقدمون له القوة، حيث انضم إليهم عبر وثائق سرية موجودة في علبة الكربتكس التي لا تفتح إلا بشيفرة محددة، إذ لا مجال للخطأ، لأن ذلك سيؤدي إلى محو الحبر وتصبح الوثائق مجرد ورق خالٍ من الكتابة.
تتضمن هذه الوثائق تهديدًا للدولة التركية، حيث تكشف عن جميع رجالها، بالإضافة إلى رجال من دول أخرى ورجال الماسونين، مما يهدد وجودهم. يتفقون مع البارون القرخانلي على الانضمام إليهم، لكنهم يغدرون به ويقتلوه. بعد موت القرخانلي، يصبح مراد البارون، وينحل المجلس في هذا الجزء بعد موت إسماعيل فانونو الذي قتل بانفجار سيارته بواسطة الماسونيين، وموت ضيا اللازي في السجن بطعنة من أحد الأشخاص، وموت خسرف أغا الذي حاول التمرد على المجلس فقتله السيف.
ترسل الماسونية مراد إلى سوريا لقتل أحد المسؤولين، لكنه يرفض تنفيذ ما يطلبونه، مما يدفعه لمحاولة العودة إلى تركيا. خلال رحلته، يكتشف أنهم يحاولون قتله بقنبلة تحت سيارته، ولكنه ينجو ويعود إلى بلده، معلنا نهاية عملية وادي الذئاب.
يتوصل مراد إلى وثائق سرية داخل ما يعرف بالكربتكس الذي كان يمتلكه والده القرخانلي. يتعرض للعديد من المحاولات لاستغلاله من قبل الماسونية، لكنه يقرر الذهاب إلى أمريكا حيث يرفض التعامل معهم وتسليمهم الكربتكس. يعود بعد ذلك إلى تركيا، حيث يطرح قضيته على الرأي العام. ومن خلال محاكمته، يحظى بتأييد من المحكمة ومن شعبه.
ويتوصل إلى وثائق سرية داخل ما يعرف بالكربتكس الذي كان يمتلكه أبوه القرخانلي. يتعرض للكثير من المحاولات لاستغلاله من قبل الماسونية فيذهب لامريكا ويرفض التعامل معهم وتسليمهم الكربتكس ويعود لتركيا ثم يطرح قضيته للرأي العام ومن خلال محاكمته يلاقي تأييدا من قبل المحكمة ومن قبل شعبه.

## الموسيقى التصويرية
تميزت الموسيقى التصويرية في المسلسل بوجود موسيقى خاصة لكل ممثل تعبر عن شخصيته، حيث تتغير هذه الموسيقى أو تستخدم أغنية خاصة بكل شخصية. وفقًا لشارة المسلسل، كان المشرف على الموسيقى التصويرية هو كردار لوبوس، وقد نالت شخصية مراد علمدار النصيب الأكبر من هذه الموسيقى، بالإضافة إلى ميماتي باش، والختيارية، وفهمي كوزوزاده. كما تميزت الموسيقى أيضًا بحراس المعبد وأمون، رغم ظهوره القليل في المسلسل.

## انظر ايضاً
- مراد علمدار
- ميماتي باش
- أصلان أقبي
- K.G.T
- قائمة شخصيات مسلسل وادي الذئاب
- مجلس الذئاب
- وادي الذئاب الكمين
- وادي الذئاب العراق
- وادي الذئاب فلسطين
- وادي الذئاب غلاديو

## وصلات خارجية
- وادي الذئاب على موقع IMDb (الإنجليزية)
- وادي الذئاب على موقع قاعدة بيانات الأفلام العربية
- وادي الذئاب على موقع كينوبويسك (الروسية)
- وادي الذئاب على موقع ألو سيني (الفرنسية)
- وادي الذئاب على موقع قاعدة بيانات الفيلم (الإنجليزية)